# Arrondissement Anse d’Hainault

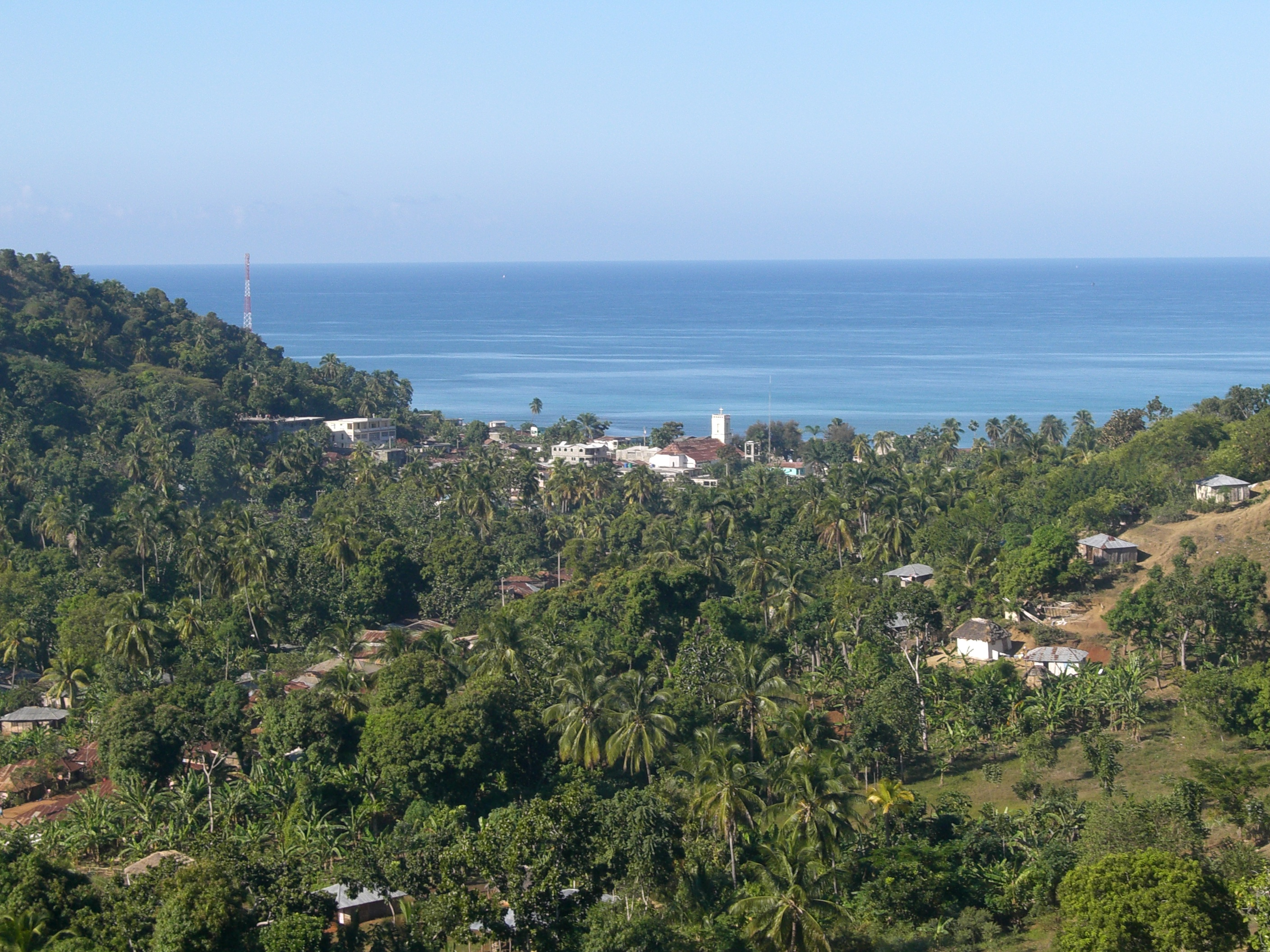
Blick über die Stadt Anse-d’Hainault auf den Jamaica Channel

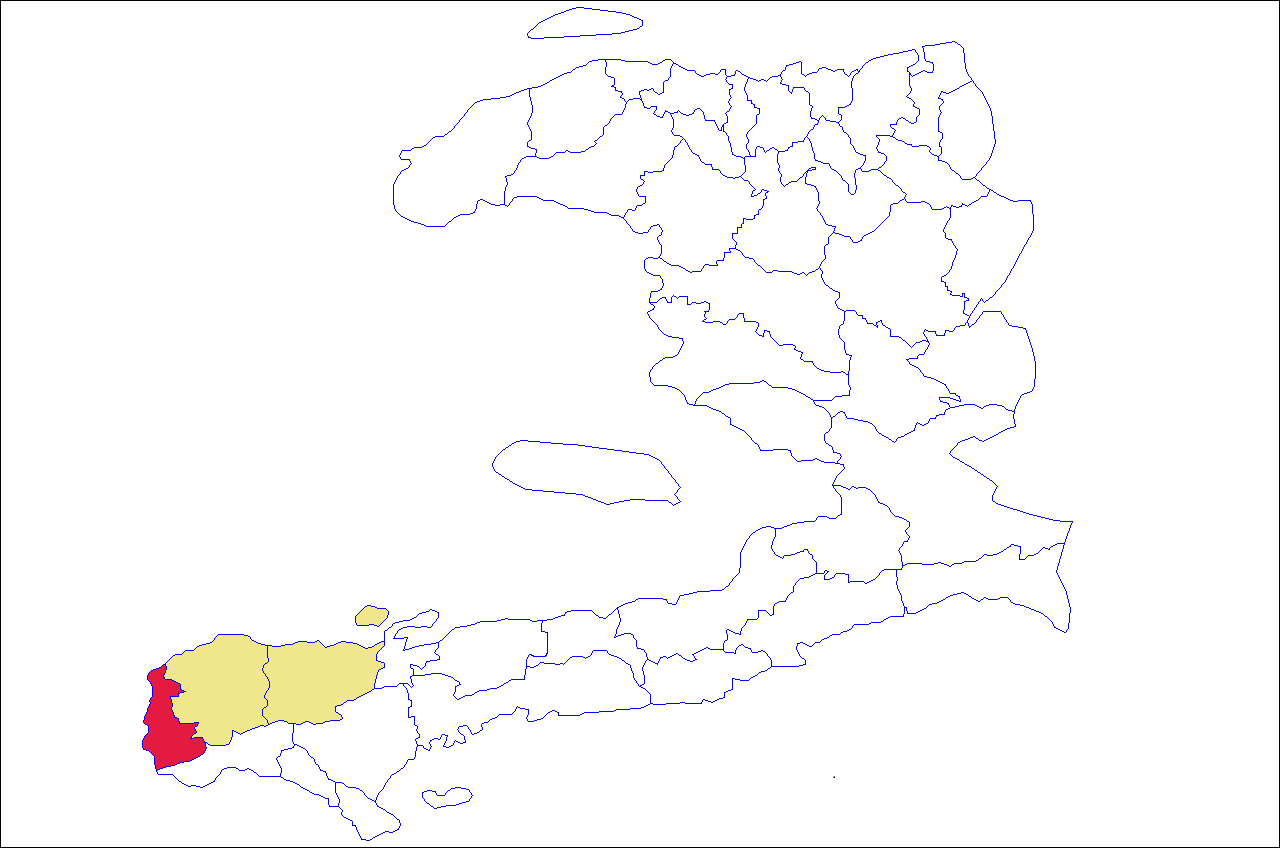
Lage des Arrondissement Anse d’Hainault in Haiti und im Département Grand’Anse

Das Arrondissement Anse d’Hainault (haitianisch-kreolisch: Ansdeno) ist eine der drei Verwaltungseinheiten des Département Grand’Anse, Haiti. Hauptort ist die Stadt Anse-d’Hainault.

## Lage und Beschreibung
Das Arrondissement liegt im Westen des Départements Grand’Anse und ist die westlichste Verwaltungseinheit Haitis. Es bildet die östliche Seite des Jamaica Channel, der 190 Kilometer breiten Seepassage zwischen den Inseln Jamaika und Hispaniola. Benachbart sind im Osten das Arrondissement Jérémie und im Süden das Arrondissement Chardonnières.
In dem Arrondissement gibt es drei Gemeindebezirke:
- Anse-d’Hainault (rund 36.000 Einwohner),
- Dame-Marie (rund 39.000 Einwohner) und
- Les Irois (rund 23.000 Einwohner).

Das Arrondissement hat rund 98.000 Einwohner (Stand: 2015).
Die Route départementale RD-72 verbindet das Arrondissement mit der Stadt Jérémie, von der aus die Route Nationale 7 (RN-7) den Anschluss an das Straßensystem Haitis darstellt.